# クンバルガル

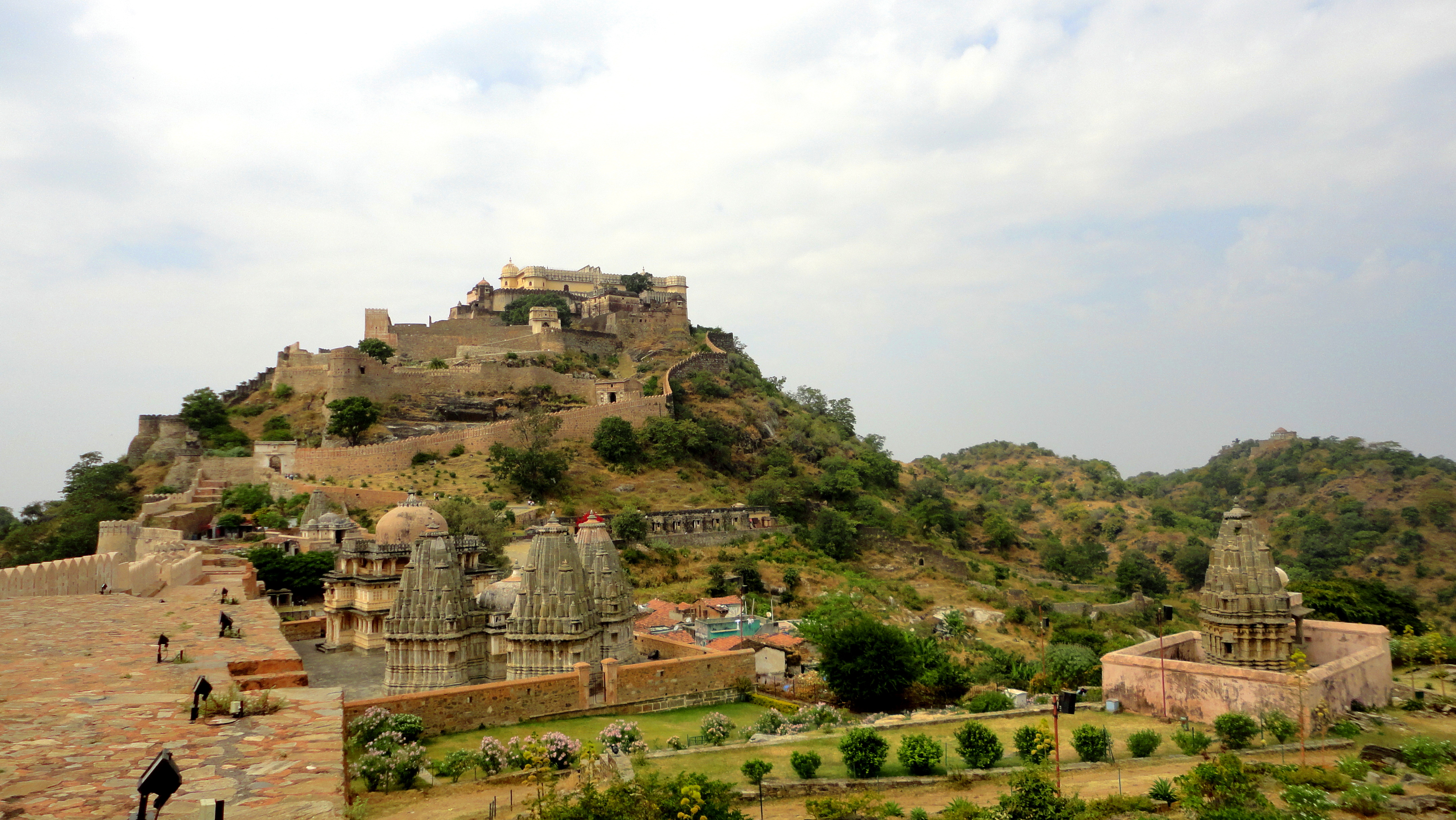
クンバルガル

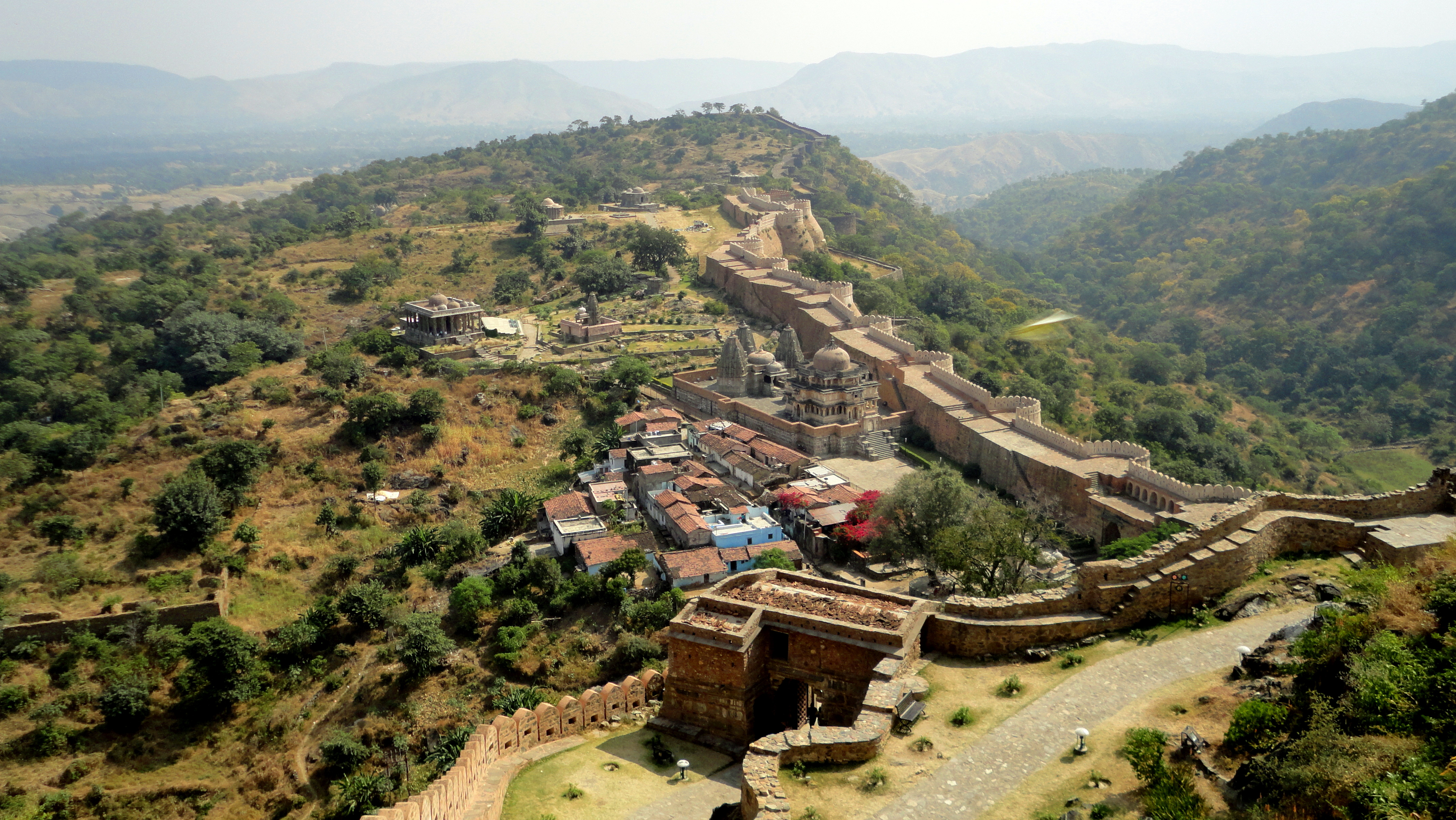
クンバルガルの航空写真

クンバルガル（ヒンディー語：Kumbhalgarh）は、インドのラージャスターン州、ラージサマンド県、ラージサマンドにある城塞。アラーヴァリー山脈上に存在する。かつてはメーワール王国の首都でもあったが、現在は城塞のみが残る。

## 歴史
15世紀、メーワール王国の君主クンバーによって建設された。城の名は彼に因むものである。
16世紀後半、メーワール王プラタープ・シング
がムガル帝国とゲリラ戦を行う上での拠点となった。
17世紀末、ムガル帝国との間に第二次ムガル・ラージプート戦争が勃発し、ウダイプルが占領されると、ラージ・シングはクンバルガルを拠点とした。
2013年、ラージャスターンの丘陵城塞群の一つとして世界遺産リストに登録された。

## 地理
- ウダイプルから北西に82キロ。